# (1901) Moravia
(1901) Moravia (1972 AD) ist ein Asteroid des Hauptgürtels, der am 14. Januar 1972 von Luboš Kohoutek in der Hamburger Sternwarte (Bergedorf) entdeckt wurde.